# دانشگاه پلی‌تکنیک مادرید
دانشگاه پلی‌تکنیک مادرید یک دانشگاه اسپانیولی زبان در شهر مادرید اسپانیا است.

## نگارخانه

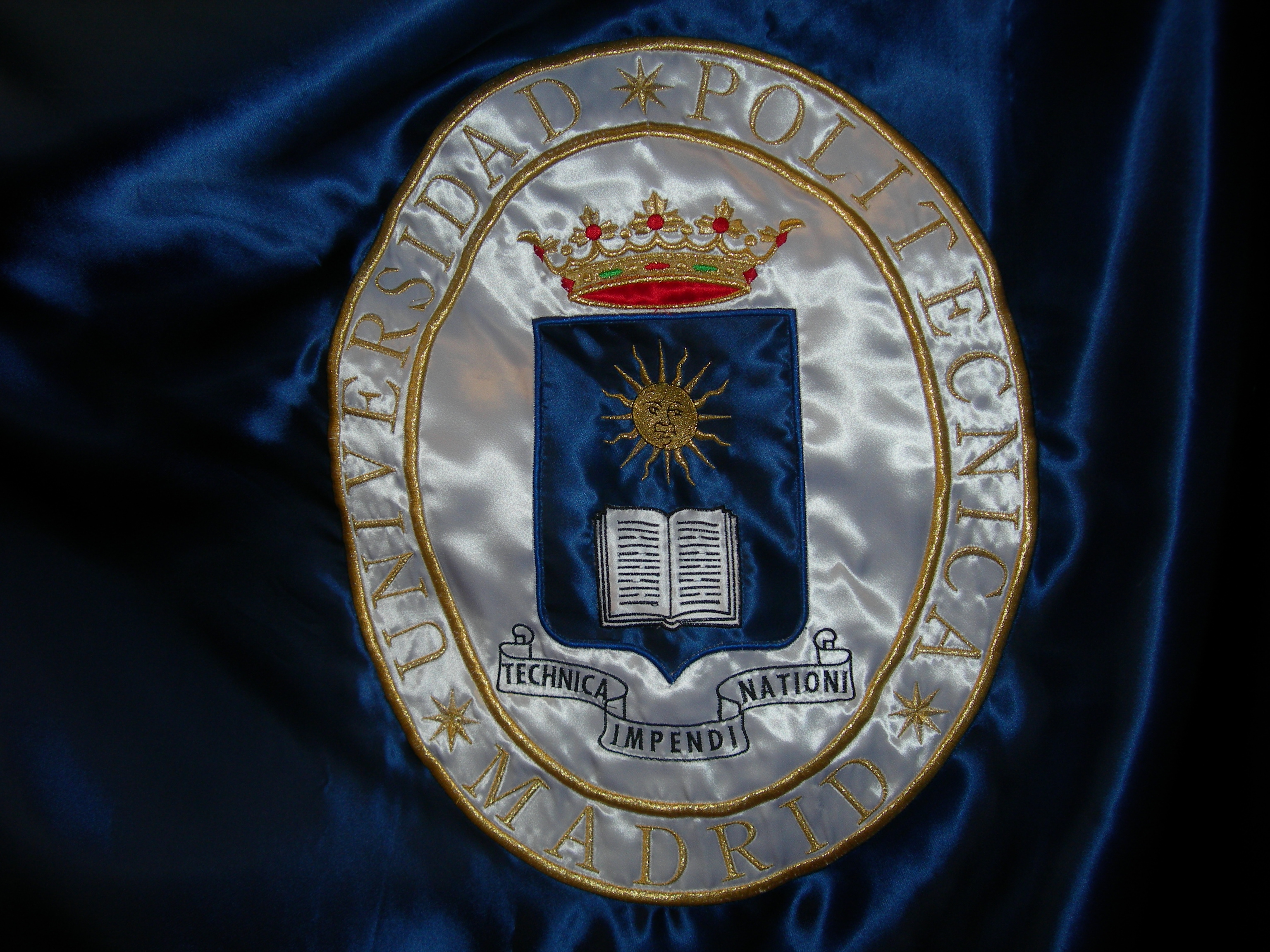
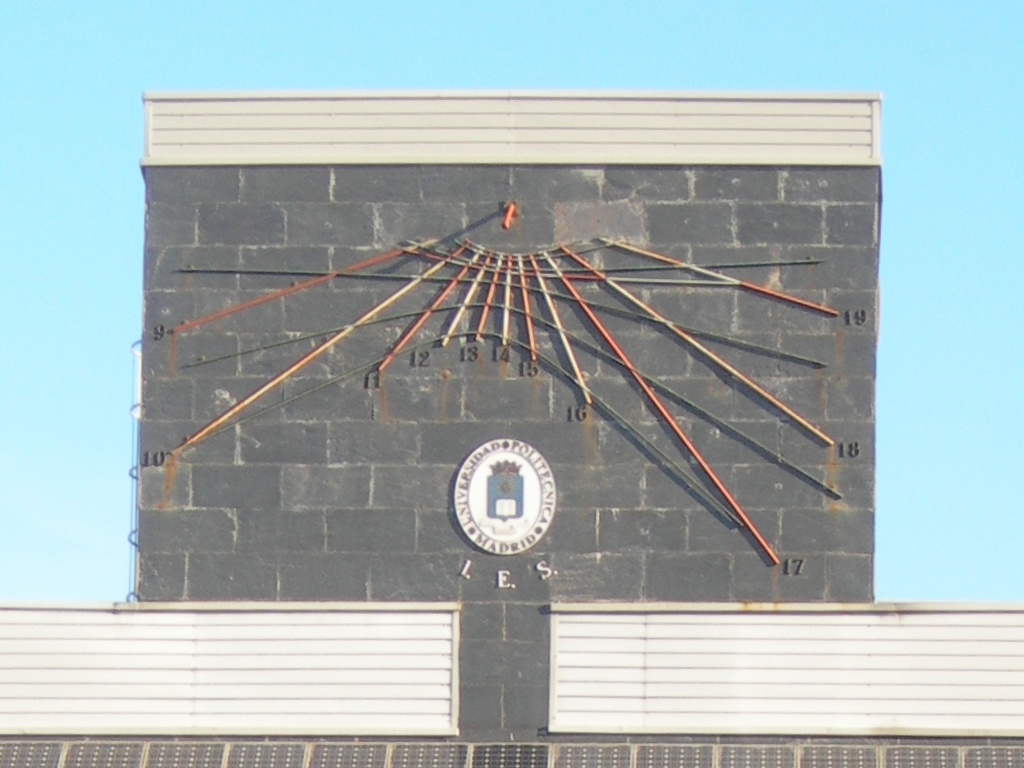
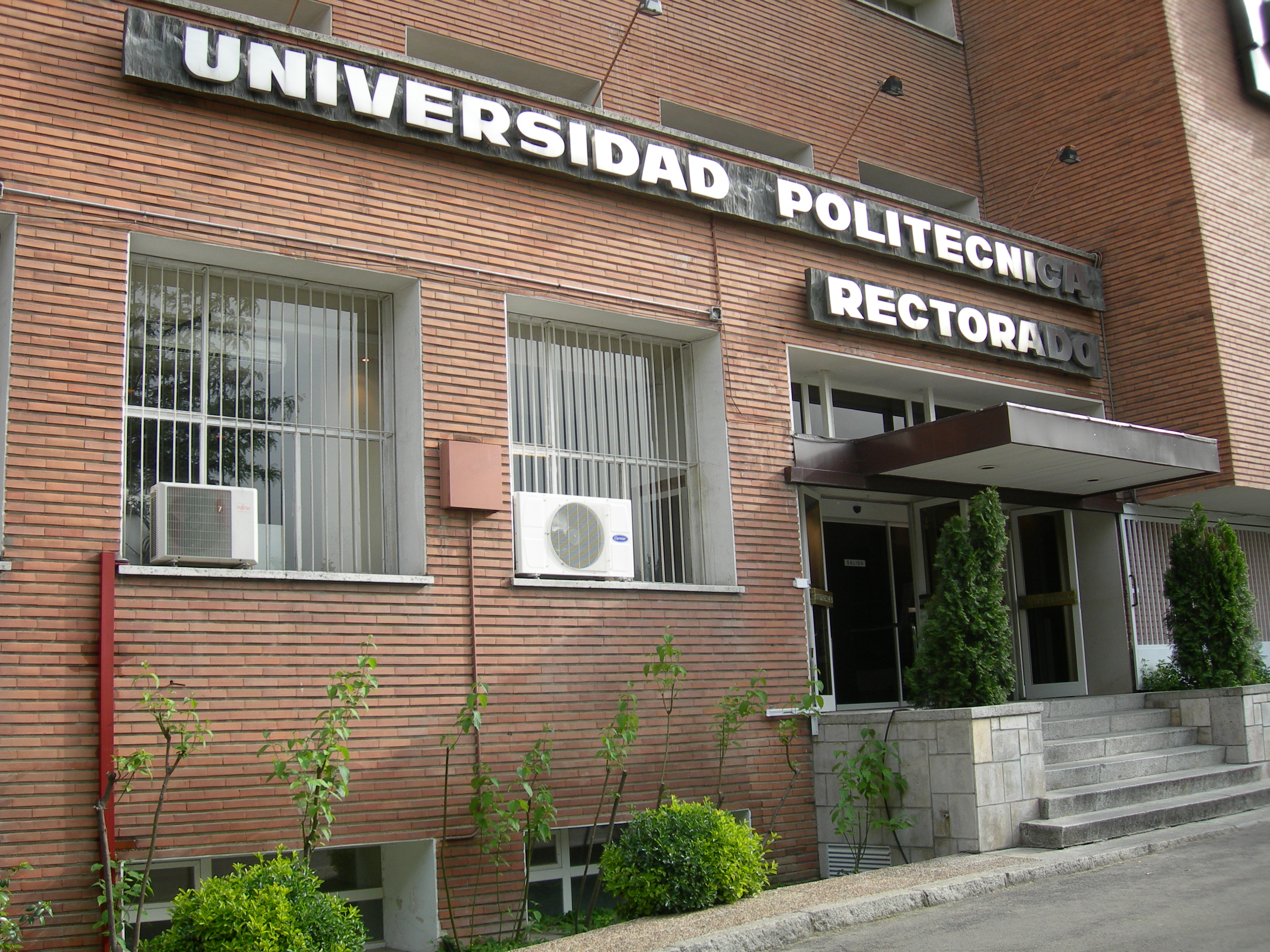
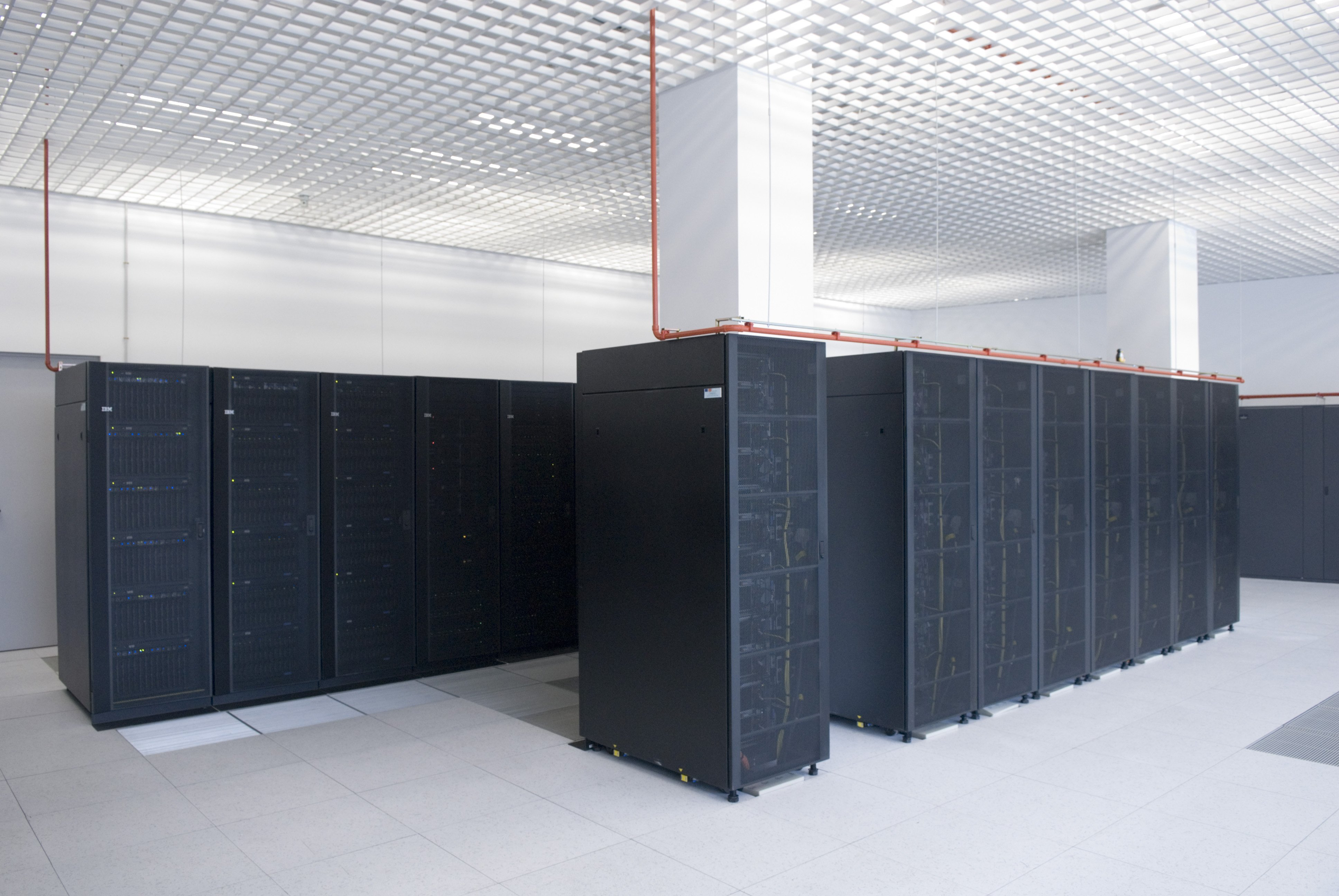
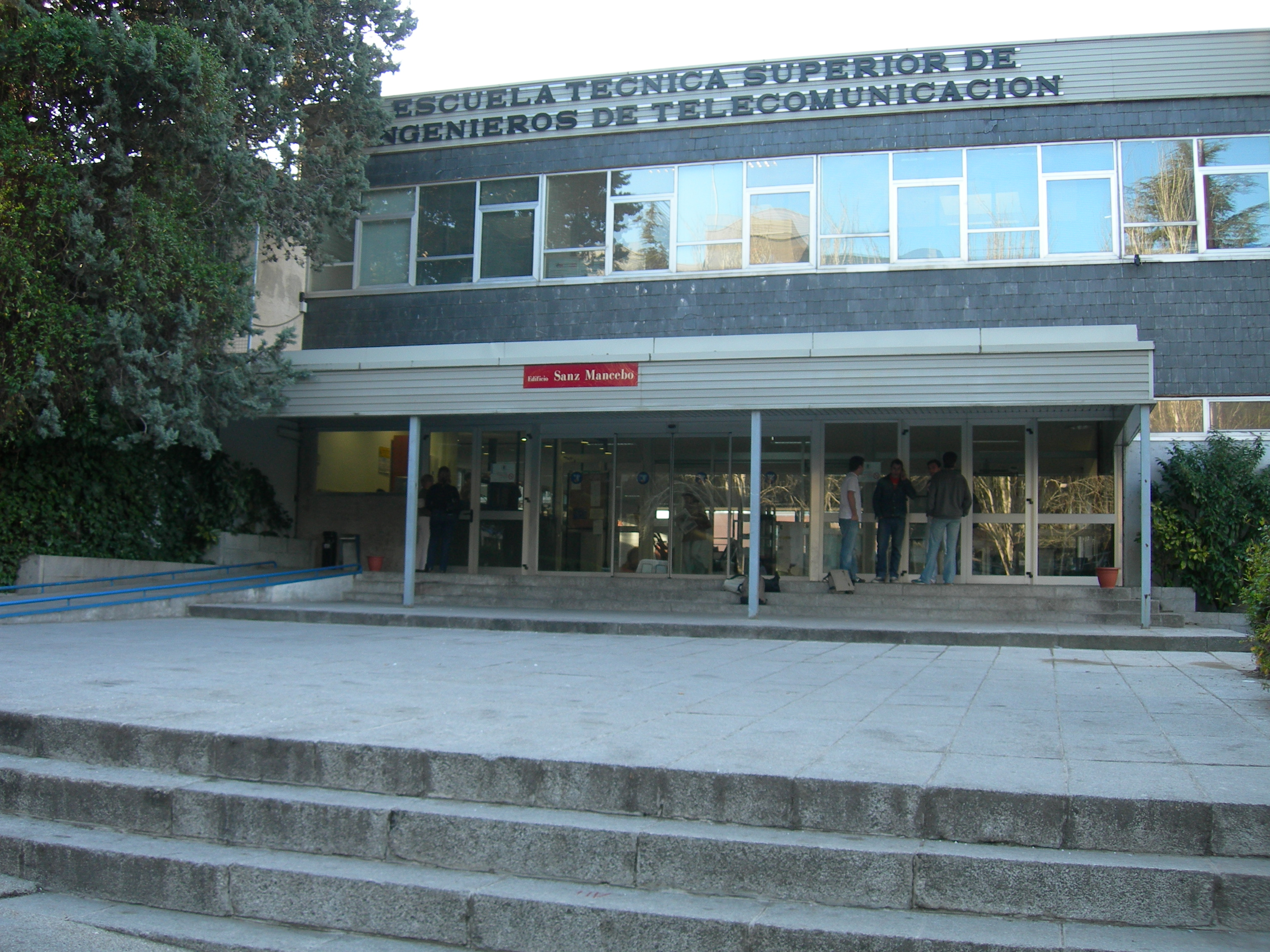
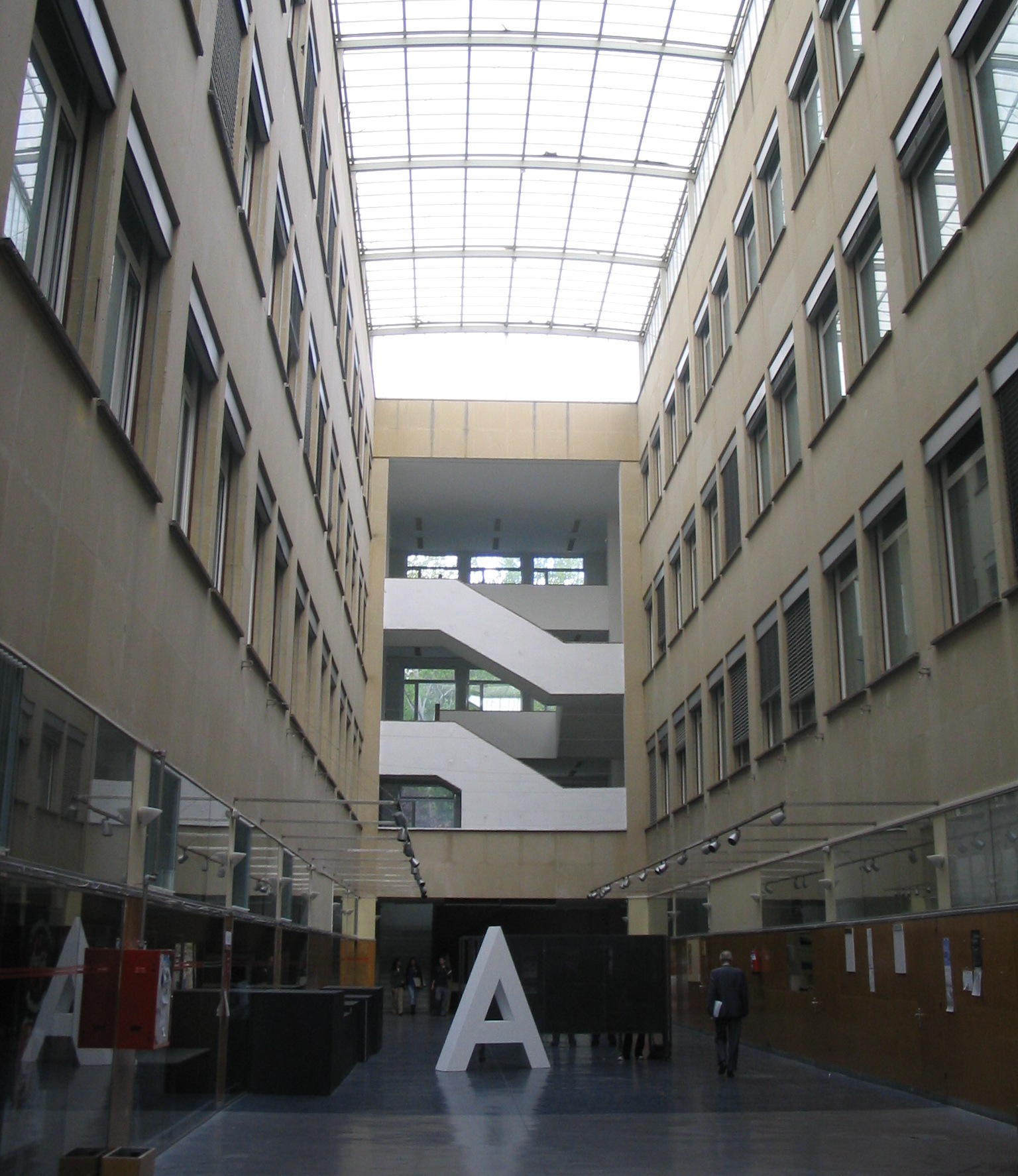
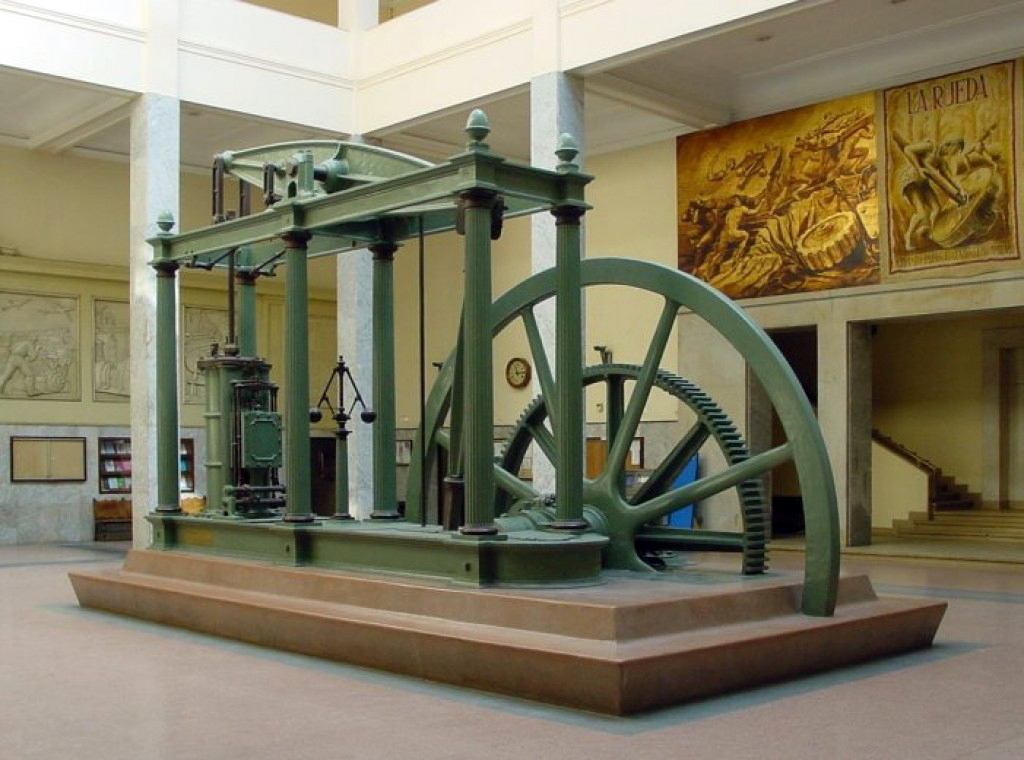
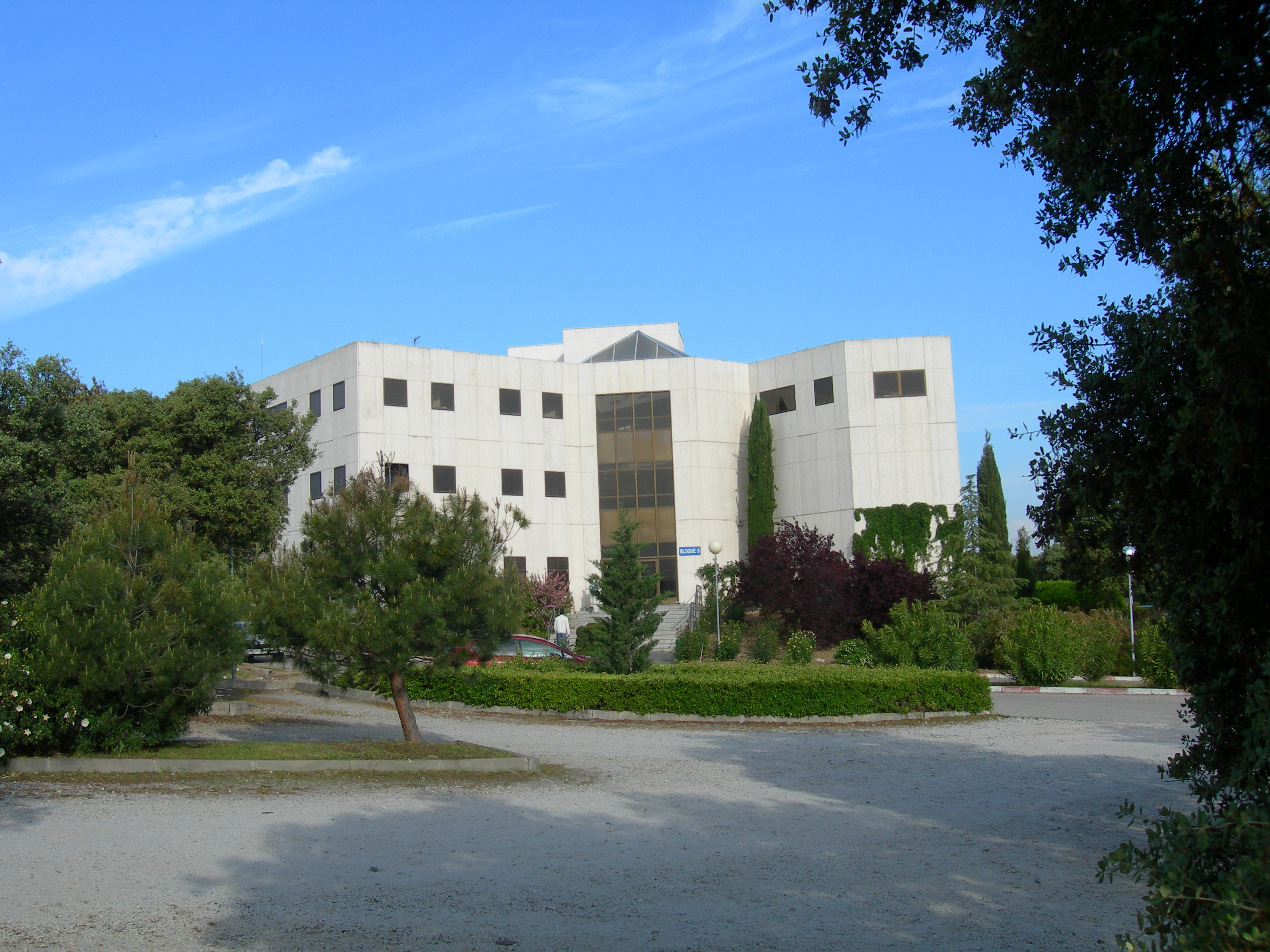

## رشته‌های مورد تدریس در این دانشگاه
- مهندسی معماری
- مهندسی کشتیرانی
- مهندسی معادن
- مهندسی شهرسازی
- مهندسی کشاورزی
- مهندسی کامپیوتر
- مهندسی فیزیک